# Joodse wijk van Třebíč
De Joodse wijk van Třebíč is een onderdeel van de werelderfgoedinschrijvingen van Tsjechië. Het geheel van de wijk, de oude joodse begraafplaats en de Sint-Procopiusbasiliek in Třebíč zijn herinneringen aan de co-existentie van de Joodse en Christelijke cultuur van de Middeleeuwen tot de 20e eeuw. De basiliek, gebouwd als onderdeel van het Benedictijnse klooster in het begin van de 13e eeuw, is een opmerkelijk voorbeeld van de invloed van het West-Europese architectonisch erfgoed in deze regio.
De Joodse wijk is de meest representatieve in zijn soort in Centraal-Europa. De synagogen, Joodse scholen, het ziekenhuis en de fabriek geven een goed beeld van de typische wijkindeling in de vorige eeuwen. De wijk heeft een karakteristieke structuur: Er waren vaak meerdere eigenaren van een huis en gebouwen werden intern verdeeld. Boven de Joodse wijk ligt een Joodse begraafplaats, bestaande uit ongeveer 4000 grafstenen.
Nadat de Joden in 1848 volledige burgerrechten hadden verkregen en vrijelijk hun woonplaats konden kiezen, begonnen veel Joden het getto te verlaten en zwierven uit naar de grote steden zoals Wenen, Praag en Brno. Christenen gingen zich vervolgens vestigen in de vrijgekomen huizen. De wijk veranderde van een Joods getto in een arbeiderswijk.
Tijdens de Tweede Wereldoorlog werden de overgebleven 281 Joden naar het concentratiekamp gedeporteerd. Slechts tien mensen overleefden de oorlog. De meerderheid van de overlevenden vestigden zich na de oorlog in de Verenigde Staten en Israël.

De Joodse gemeenschap van Třebíč heeft opgehouden te bestaan.
Als een van de best bewaarde getto's van Europa werd de wijk in 2003 opgenomen op de UNESCO werelderfgoedlijst.